# Казанское художественное училище имени Н. И. Фешина
Казанское художественное училище имени Николая Ивановича Фешина — государственное автономное образовательное учреждение среднего профессионального образования Республики Татарстан, расположенное в Казани. Одно из старейших художественных учебных заведений России.

## История

### Казанская художественная школа
Казанская художественная школа была открыта 9 сентября 1895 года по ходатайству Казанского губернского земства и Казанской городской думы с разрешения Президента Императорской Академии художеств великого князя Владимира Александровича. Инициаторами её создания выступили выпускники Академии художеств — Н. Н. Белькович, Х. Н. Скорняков, Г. А. Медведев, Ю. И. Тиссен, А. И. Денисов.
Это была первая в системе средних специальных художественных учебных заведений, подведомственных Академии художеств, школа. Наиболее подготовленные её выпускники продолжали обучение в Высшем художественном училище при Императорской Академии художеств в Санкт-Петербурге.
Первоначально Казанская художественная школа располагалась на Большой Лядской улице, в красном кирпичном здании, принадлежавшем частной III женской гимназии Софии Вагнер (ныне гимназия № 3 на улице Горького, 16 / улице Гоголя, 7). В 1900—1904 годах архитектором К. Л. Мюфке для школы было возведено новое здание на Грузинской улице (ныне улица Карла Маркса, 70).
При школе функционировали воскресные бесплатные рисовальные классы, музей, библиотека.

### АРХУМАС
В 1918 году Казанская художественная школа была преобразована в Казанские свободные художественные мастерские (позднее — Казанские государственные высшие художественно-технические мастерские), которые в 1921 году стали официально называться Казанским художественно-техническим институтом (КХТИ). Высшее учебное заведение имело живописный, скульптурный, архитектурный и графический факультеты.
В 1923 году учреждение было понижено в статусе и преобразовано в Казанский художественный техникум, который в 1924 году получил новое название — Казанский архитектурно-художественный техникум. Наиболее распространённым названием учреждения в данный период стало АРХУМАС или КАХУМАС (акроним от одного из временных названий «Казанские архитектурно-художественные мастерские»).
На базе АРХУМАСа сформировалось несколько известных казанских художественных групп: «Подсолнечник» (1918) сочетал эстетику модерна с авангардистскими направлениями; «Всадник» (1920—1924) заявил о развитии гравюры как самостоятельного искусства, и выпускал ряд малотиражных изданий, снабженных авторскими экспрессионистскими и абстракционистскими оттисками гравюр; «Татарский левый фронт искусства» (ТатЛЕФ) (1923—1926) осуществлял идеи производственного искусства; «Декларация пяти» (1927) развивала «ОСТовское» направление в живописи. Наиболее влиятельной в АРХУМАСе к концу 1920-х годов стала группа «Татарская ассоциация художников революционной России» (ТатАХРР), выступавшая за правдивое отражение действительности, социалистический реализм.

### Татарский техникум искусств
Во второй половине 1920-х годов техникум был объединён с другими образовательными учреждениями Казани. В это время ряд видных художников-педагогов АРХУМАСа ушли с преподавательской работы, уехали в другие города либо эмигрировали.
В 1926 году он получает название Казанский художественно-педагогический техникум; в 1927 году переименован в Казанский объединённый художественно-театральный техникум (вследствие слияния с Казанским театральным техникумом); в 1930 году — в Татарский техникум искусств (вследствие слияния с Восточно-музыкальным техникумом).

### Казанское художественное училище
В 1935 году из Татарского техникума искусств был выделен Татарский художественный техникум, получивший название «Казанское художественное училище».
Постановлением Кабинета Министров Республики Татарстан от 16 ноября 2006 года № 551 Казанскому художественному училищу было присвоено имя художника Николая Ивановича Фешина, одного из самых известных его выпускников и преподавателей.
В 2007 году оно было преобразовано в автономное образовательное учреждение.
На основании соглашения между Кабинетом Министров Республики Татарстан, Министерством культуры Республики Татарстан, Государственным учреждением культуры «Российская академия художеств» и Государственным образовательным учреждением высшего профессионального образования «Московский государственный академический художественный институт имени В. И. Сурикова», был образован Филиал МГАХИ им. В. И. Сурикова в г. Казани. Филиал был открыт в марте 2008 года с использованием базы Казанского художественного училища (в здании Казанской художественной школы). Филиал закрыт в 2017 году
По решению Министерства культуры Республики Татарстан от 24 апреля 2008 года № 277, в Зеленодольске был открыт филиал Казанского художественного училища (по адресу: 422540, Республика Татарстан, г. Зеленодольск, ул. Засорина, 4 а).

## Направления подготовки
В Казанском художественном училище действуют 5 отделений:
- подготовительное — специальные курсы для подготовки абитуриентов были открыты в 1995 году. Сроки обучения — 3 месяца и 9 месяцев.
- живописи — старейшее отделение, готовит художников и художников-педагогов для художественных школ. Срок обучения — 4 года 10 месяцев.
- дизайна — отделение готовит дизайнеров для производственно-предпринимательской сферы. Срок обучения — 3 года 10 месяцев.
- скульптуры — некогда существовавшее в Казанской художественной школе отделение вновь открыто в 2001 году. Готовит скульпторов-преподавателей. Срок обучения — 3 года 10 месяцев. Набор осуществляется раз в 4 года.
- декоративно-прикладного искусства и народных промыслов — отделение открыто в 2000 году для подготовки художников-мастеров в области декоративно-прикладного искусства. Срок обучения — 3 года 10 месяцев.

## Учебный комплекс
В состав училища входят два учебных корпуса, расположенные в зданиях, являющихся объектами культурного наследия, памятниками градостроительства и архитектуры федерального (общероссийского) значения.

### Дом Осокина
Дом Осокина, расположенный на улице Муштари (дом 16), общей площадью 972,9 м² — выстроен в стиле позднего провинциального классицизма в 1849 году архитектором И. П. Бессоновым для чиновника и помещика Алексея Гавриловича Осокина (1818—1887), известного общественного деятеля, предводителя дворянства Казанской губернии в 1860-х — 1880-х годах. Казанское художественное училище размещается в нём с 1930-х годов.

### Здание Казанской художественной школы
Здание Казанской художественной школы, расположенное на улице Карла Маркса (дом 70), общей площадью 5232,2 м² — построено в русском стиле в 1900—1905 годах архитектором К. Л. Мюфке специально для художественной школы, которая действовала в нём до 1926 года. С 1926 по 1929 здесь располагается индустриальный техникум повышенного типа; в 1929—1930 годах — политехнический институт; в 1930—1941 годах — институт инженеров коммунального строительства. В 1941—2003 годах здание являлось вторым корпусом Казанского авиационного института (КАИ), впоследствии технического университета (КГТУ им. А. Н. Туполева). В 2004 году оно было передано Казанскому художественному училищу. Изображение здания помещено на эмблему училища.
С 2008 года в здании также действует Казанский филиал Московского государственного академического художественного института имени В. И. Сурикова.
В 2021 году появилась инициатива передать здание Казанскому федеральному университету

## Известные преподаватели и выпускники
См. Категория:Преподаватели Казанского художественного училища
См. Категория:Выпускники Казанского художественного училища

### Диссертационные исследования
- Глухов М. С. Печать и пути развития татарской советской художественной культуры 1917—1932 гг. Автореф. дисс… канд. искусствоведения. — Казань, 1974.
- Ключевская Е. П. Из истории художественной жизни Среднего Поволжья в конце XIX 1-й трети XX века (Роль казанской художественной школы в подготовке мастеров изобразительного искусства): Автореф. дисс… канд. искусствоведения. — Д., 1985.
- Даричева Е. Н. Традиции художественного образования в подготовке специалистов в профильных ССУЗ: Дисс… канд. пед. наук. — Казань, 2001.
- Улемнова О. Л. Искусство графики Татарстана 1920-30-х годов: Дисс… канд. искусствоведения. — М., 2005.
- Кривошеева Т. Н. Особенности развития скульптуры Татарстана: Дисс… канд. искусствоведения. — Москва, 2010.

### Прочие работы
- Корнилов П. Е. Новые работы графического коллектива Казанских Государственных Художественных Мастерских (Рецензия) // Казанский музейный вестник. — 1922. — № 1. — С. 222—223.
- Фомин А. На пути к искусству будущего (Революция в картинах К. Чеботарёва). — Казань, Издание Казанского государственного художественно-технического института, 1922. — 24 с.
- Сотонин К. И. Творчество А. Г. Платуновой. — Казань: Издание Казанского государственного художественно-технического института, 1922. — 16 с.
- Дульский П. М. Конкурс графического отделения художественно-театрального техникума. — Казань, 1929. — 6 с. (Отд. оттиск из «Полиграфиста», органа кружка рабкоров и ФЗК Татполиграфа. — 1929. — № 8-9)
- Дульский П. М. История Казанской художественной школы: рукопись // НА ГМИИ РТ. — Ф. 4. — Оп. 2. — Ед. хр. 92-191.
- Чеботарёв К. К. Следы. Материалы о казанских художниках-воспитанниках Казанского Художественно-Технического института. История Архумаса 1918—1926 гг. — Казань, 1948.
- Корнилов П. Из истории Казанской художественной школы // Художник. — 1966. — № 2. — С. 44-45.
- Николай Иванович Фешин. Документы. Письма. Воспоминания о художнике / Вступительная статья Каплановой Г., составление и комментарии Г. А. Могильниковой. — Л.: Художник РСФСР, 1975. — 168 с.
- Ключевская Е. П. Из истории скульптурного отделения Казанской художественной школы (1904—1925 гг.) // Вопросы художественного образования. — Вып. XXXIX. — Д., 1985. — С. 50-59.
- Ключевская Е. П. Из истории Казанской художественной школы (1897—1917) // Проблема развития русского искусства: Темат. сб. науч. тр. / Ин-т живописи, скульптуры и архитектуры им. Репина. — 1985. — Вып. 18. — С. 65-73.
- Ключевская Е. П. Первая постройка: К 90-летию Казанской художественной школы // Вечерняя Казань. — 1985. — 21 ноября.
- Ключевская Е.П. Казанская художественная школа. 1895-1917. Санкт-Петербург: Издательство «Славия», 2009. – 240 с.
- Коробкова А. Н. Автобиография и некоторые воспоминания о художественных школах 20-х годов Казани и Москвы // Советское искусство 20-30-х годов. — Казань: Издательство Казанского университета, 1992. — С. 190—204.
- Сотонина Г. И. Воспоминания о 20-х годах Казанской художественной школы // Советское искусство 20-30-х годов. — Казань: Издательство Казанского университета, 1992. — С. 204—207.
- Червонная С. М. ТатЛЕФ и творческие лаборатории экспрессионизма в Казанской художественной школе 1920-х годов // Русский авангард 1910—1920-х годов и проблемы экспрессионизма. — М.: Наука, 2003. — С. 531—566.
- Червонная С. М. Академия художеств и регионы России. — М., 2004. — 286 с. — ISBN 5-201-14604-9 (ошибоч.)
- Татьяна Мамамева. Что такое АРХУМАС? // Время и Деньги. — 2005. — № 202—203 (2163—2164). — 28 октября.
- Галеев И. И. и др. АРХУМАС: Казанский авангард 20-х: Государственный музей изобразительных искусств Республики Татарстан, г. Казань; Галерея «Арт-Диваж», г. Москва, 28 апреля — 6 июня 2005. — М.: Галерея «Арт-Диваж»; Скорпион, 2005. — 167 с. — ISBN 5-86408-120-5
- Кривошеева Т. Н. Первые шаги ваятелей/ Т. Н. Кривошеева // Казань. — 2006. — № 8-9. — С. 198—205
- Кривошеева Т. Н. Этапы преподавания пластики в Казанской художественной школе/ Т. Н. Кривошеева // Перспективы развития художественного образования в России: материалы Всероссийской научно-практической конференции. — Казань. — 2009. — С. 58-62
- Ключевская Е. П. Казанская художественная школа. 1895—1917. — СПб.: Славия, 2009.
- Червонная С. М. Из колыбели Казанской художественной школы: художник Дмитрий Павлович Мощевитин (1894—1974): жизнь и творчество. — М., 2009. — 189 с. — ISBN 978-5-93719-079-7 (ошибоч.)
- Вагапов М. А. Казанская художественная школа: традиции и современность // Культура, образование, время. Научно-практический журнал. — 2011. — № 1.
- Гильмутдинова О. А. Обучение художников из татар в Казанском художественном училище в 1920—1940-е годы//Творчество Б.Урманче и актуальные проблемы национального искусства: материалы Международной научно-практической конференции.- Казань. — 2012. — С. 362—367
- Кривошеева Т. Н. Скульптура Татарстана: истоки, становление, традиции. — Казань: «Отечество». — 2013. — 256 с.; илл., — ISBN 978-5-9222-0678-5
- Викторов Ю. В. Казанская художественная школа // Электронная Чувашская энциклопедия.